# Heinz Körvers
Heinrich Theodor „Heinz” Körvers (ur. 3 lipca 1915 w Bönninghardt, zm. 29 grudnia 1942 w okolicach Stalingradu) – niemiecki piłkarz ręczny, bramkarz. Złoty medalista olimpijski z Berlina.
W olimpijskim turnieju piłki ręcznej (rozgrywanym na trawie i w jedenastoosobowych składach) w 1936 wystąpił w dwóch spotkaniach. W kadrze grał w latach 1935-1941. W barwach MSV Hindenburg Minden w 1936 został mistrzem kraju, tytuł mistrzowski zdobywał również w 1939 i 1940. Zaginął pod koniec 1942 podczas bitwy stalingradzkiej.